# Clădirea fostului spital al Zemstvei (Todirești)
Clădirea fostului spital al Zemstvei este o clădire amplasată în Todirești, raionul Anenii Noi, Republica Moldova. Este un monument arhitectural de importanță națională inclus în Registrul monumentelor Republicii Moldova ocrotite de stat cu nr. 155 (raionul Anenii Noi). Datează din anii 1970.